# Schiava e signora
Schiava e signora (The President's Lady) è un film del 1953 diretto da Henry Levin. Agli Academy Awards del 1954 ricevette due candidature: per il miglior trucco e per la miglior scenografia. Charlton Heston interpreterà ancora il personaggio del presidente Andrew Jackson cinque anni più tardi, nel film I bucanieri (1958).

## Trama
Il film ripercorre le tappe della vita e della carriera politica di Andrew Jackson, settimo presidente degli Stati Uniti; dagli inizi della vita politica, passando per l'incontro con Rachel Jackson (nata Rachel Donelson), che poi sposerà, e alla campagna diffamatoria che dovrà affrontare per via del passato da divorziata della moglie, fino all'elezione alla presidenza, che non potrà condividere con la moglie al fianco a causa della prematura scomparsa di lei.

## Produzione
Il produttore Sol C. Siegel aveva cercato di assicurarsi la partecipazione al film di Olivia de Havilland e di Gregory Peck per i due ruoli principali, poi affidati a Susan Hayward e a Charlton Heston.